# Championnats de France d'athlétisme 1904
Navigation
Championnats 1903 Championnats 1905
Les Championnats de France d'athlétisme 1904, organisés par l'Union des sociétés françaises de sports athlétiques, ont eu lieu le 26 juin 1904 à la Croix-Catelan de Paris.

## Palmarès
| Discipline       | Athlète                          | Performance      |
| ---------------- | -------------------------------- | ---------------- |
| 100 m            | Géo Malfait                      | 11 s 8           |
| 400 m            | Marc Bellin du Côteau            | 50 s 0 (RF)      |
| 800 m            | Michel Soalhat                   | 2 min 3 s 0      |
| 1 500 m          | Michel Soalhat                   | 4 min 8 s 2 (RF) |
| 110 m haies      | Adolphe Klingelhoeffer           | 16 s 6 (RF)      |
| 400 m haies      | Georges Filiâtre                 | 58 s 2           |
| 4 000 m steeple  | Louis Bonniot de Fleurac         | 13 min 8 s 0     |
| Saut en hauteur  | Louis Monnier                    | 1,65 m           |
| Saut à la perche | Fernand Gonder                   | 3,69 m (RM)      |
| Saut en longueur | François Brissy                  | 6,295 m          |
| Lancer du poids  | Panayiótis Paraskevópoulos (GRE) | 11,54 m          |
| Lancer du disque | Marius Eynard                    | 38,72 m          |